# Willy Logan
William Frederick „Willy“ Logan (15. března 1907 Saint John, Nový Brunšvik – 6. listopadu 1955 Sackville, Nový Brunšvik) byl kanadský rychlobruslař.
Na Zimních olympijských hrách 1928 se zúčastnil tří závodů, nejlépe skončil jedenáctý na trati 500 m. Dále se umístil na 21. místě na patnáctistovce a na 29. místě na distanci 5000 m. O čtyři roky později, na zimní olympiádě 1932, získal v závodech na 1500 m a 5000 m bronzové medaile a na nejkratší trati, sprinterském pětistovce, dobruslil do cíle jako pátý nejrychlejší.